# Suzuki GSR 750
La Suzuki GSR 750 è una motocicletta appartenente alla categorie delle naked prodotta dalla casa motociclistica giapponese Suzuki dal 2011 al 2016.

## Descrizione
La GSR 750 è stata presentata per la prima volta all'Intermot 2010 di Colonia.
Utilizza il motore a quattro tempi e a quattro cilindri in linea a 16 valvole del Suzuki GSX-R750 opportunamente rivisto per una maggiore erogazione ai regimi medio-bassi ed in è disponibile nell'unica cilindrata di 749 cm³.
La configurazione ciclistica è invece abbastanza classica con forcella telescopica all'anteriore e monoammortizzatore al posteriore, mentre il telaio e il forcellone sono in alluminio.
Altrettanto classico per le due ruote di questo tipo è l'impianto frenante, composto da un doppio freno a disco sull'anteriore, accompagnato da un disco singolo sulla ruota posteriore.
Il motore è ad iniezione, raffreddato a liquido con una potenza dichiarata di 106 CV.
L'ABS è stato aggiunto dal 2012, mentre le vendite sono iniziate nel 2015 negli Stati Uniti; all'Intermot 2016 è stata annunciata una nuova generazione la GSX-S750.